# Иоанн (Ермаков)
Игумен Иоанн (в миру Сергей Николаевич Ермаков; род. 25 мая 1961, Курск) — священник Русской православной церкви, игумен, кандидат богословия, публицист, проповедник и миссионер. Бывший настоятель Патриаршего подворья храма Рождества Иоанна Предтечи в Сокольниках (2003—2017), с августа 2018 года является штатным клириком Андреевского ставропигиального мужского монастыря города Москвы.
Тезоименитство — 18 (31) августа (память святителя Иоанна, патриарха Константинопольского).

## Биография
Родился 25 мая 1961 года в священнической семье, в городе Курске. Родитель протоиерей Николай Ермаков, более 45 лет служил священником у престола Божьего в городе Курске.
В семье было восемь детей, четверо из которых стали священниками.
По окончании средней школы поступил в Московскую духовную семинарию.
На первых курсах семинарии учился вместе с будущим иереем Олегом Стеняевым, где и завязалась их долголетняя дружба.
Некоторое время был келейником архимандрита Кирилла (Павлова).
Ещё учась в МДС, с благословения и совета духовника Троице-Сергиевой лавры архимандрита Кирилла (Павлова) решился принять монашество.
28 июля 1986 года был совершён монашеский постриг с именем Иоанн в честь святителя Иоанна, патриарха Константинопольского. Постриг был совершён в Троицком соборе Троице-Сергиевой лавры у мощей преподобного Сергия Радонежского инспектором МДА архимандритом Венедиктом (Князевым).
Вскоре после монашеского пострига был рукоположён в сан иеродиакона.
19 января 1987 года рукоположён в сан иеромонаха.
По успешном окончании семинарии продолжил обучение в Московской духовной академии.
Московскую духовную академию окончил со степенью кандидата богословия, защитив диссертацию по предмету История Русской Церкви.
В конце 1980-х и начале 1990-х годов нёс послушание и. о. заведующего библиотекой МДА, а затем помощника эконома Московской духовной академии.
Затем в 1991 году, был переведён в резиденцию Патриарха и Священного Синода, что в Свято-Данилов монастыре в Москве, где около 4-х лет работал в Отделе внешних церковных связей РПЦ. Как сотрудник ОВЦС был в командировках и служил в храмах города Иерусалима в Святой земле.
В 1995 году участвовал в деятельности рабочей группы по планированию возрождения православной миссии РПЦ на её канонической территории. Тогда же, в 1995 году перешёл работать в Синодальный отдел по делам молодёжи Московского патриархата, возглавляемый Александром (Могилёвым), архиепископом Костромским и Галичским.
С 1996 года назначен клириком храма ап. Петра и Павла на Крутицком Патриаршем подворье в Москве, в прямом подчинении у Александра (Могилёва), архиепископа Костромского и Галичского.
Отец Иоанн (Ермаков) является одним из инициаторов и основателей Душепопечительского центра во
имя святого праведного Иоанна Кронштатского на Крутицком Патриаршем подворье в Москве.
До этого активно помогал работе Центра реабилитации жертв нетрадиционных религий им. А. С. Хомякова, возглавляемого иереем Олегом Стеняевым.
С 1999 года Александром (Могилёвым), архиепископом Костромским и Галичским переведён из Москвы в город Кострому, на служение в храме Рождества Христова на Городище.
Некоторое время был в братстве Авраамиева Городецкого монастыря, что на берегу Чухломского озера в Костромской области.
В 2003 году о. Иоанн (Ермаков) возвращён в город Москву и назначен настоятелем Патриаршего подворья храма Рождества Иоанна Предтечи в Сокольниках, в прямом подчинении Патриарху Московскому и всея Руси.
За время его настоятельства храм Рождества Иоанна Предтечи в Сокольниках был возрождён из руин: создан алтарь, иконостас, установлен купол и крест на храме, территория храма отделена забором от заводской территории, организованы регулярные богослужения и сформирован приход.
О. Иоанн является автором ряда публикаций в сборниках по проблемам противодействия сектантству и антихристианскому влиянию современной массовой культуры, а также по значению и миссии Церкви в современном мире.
5 июля 2017 года освобождён от должности настоятеля храма Рождества Иоанна Предтечи, Патриаршего подворья в Сокольниках и назначен штатным клириком храма Казанской (Песчанской) иконы Божией Матери города Москвы.
14 августа 2018 года освобождён от должности штатного священника храма Казанской (Песчанской) иконы Божией Матери и назначен штатным клириком Андреевского ставропигиального мужского монастыря города Москвы.

## Миссионерская деятельность
В миссионерской работе помогает известному миссионеру протоиерею Олегу Стеняеву, своему единомышленнику и сослужителю в храме Рождества Иоанна Предтечи в Сокольниках.
Активно участвует в окормлении и работе молодёжных военно-патриотических клубов.
На базе Патриаршего подворья в Сокольниках действует Центр духовно-патриотического воспитания молодёжи под руководством отца Иоанна Ермакова, настоятеля подворья. Здесь базируется штаб-квартира Международной общественной организации «Ассоциация Витязей», Ассоциации патриотических клубов «Стяг», движения в поддержку православных и образовательных инициатив «Пчёлки».
Помимо этого Центр духовно-патриотического воспитания координирует деятельность более 600 военно-патриотических клубов по всей стране.

## Богослужебные награды
- 26 марта 2007 года удостоен права ношения палицы[7].
- 6 апреля 2012 года удостоен права ношения креста с украшениями[8].

## Статьи
- Опыт работы по «Программе духовной и социальной реабилитации молодёжи и адаптации её в современном мире» // Рождественские чтения, 5-е. М., 1997. №. стр. 68-76.
- «О мерах духовной безопасности» (недоступная ссылка) — статья из сборника: «Россия — последняя крепость. Книга первая». -М.: Фонд «Преображение», 2000.
- «Какой должна быть православная миссия сегодня?» — 06.08.2010.